# モリト
モリト株式会社は、大阪市に本社を置き、生活関連資材の製造販売を手がける商社を傘下に置く持株会社。

## 概要
服飾や履物関連の付属品を手掛ける商社。服のボタンやホック、ファスナー、マジックテープ、靴の中敷や靴ひもなど6万点以上の商品を取り扱っている。
新商品の開発に積極的に取り組んでおり、金属アレルギーを起こしやすいとされているニッケルを使用しない合金メッキや静電気を緩和する機能がある靴の中敷、ヒールと足首に通して脱げにくくするミュール用のゴムひも、空気で膨らませて2本のセットを拍子木のように叩いて使う阪神タイガースの応援棒など、幅広い分野の商品の開発を行っている。自社商品のアンテナショップや直営店を開店したこともある。
取引先はアパレルやスポーツ用品メーカーなど。欧米や中国、ベトナムなどにも生産や販売の拠点を設けている。
2008年にはクラレの子会社であるクラレファスニングと資本提携を行った。

## 沿革
- 1908年（明治41年）6月 - 大阪市西区において森藤寿吉がハトメ・ホックの仲買商を開業(創業)
- 1935年（昭和10年）12月 - 株式会社森藤商店設立
- 1960年（昭和35年）5月 - 「マジックテープ」の販売を開始
- 1963年（昭和38年）8月 - 森藤株式会社に商号変更
- 1969年（昭和44年）8月 - カラーファスナー工業株式会社を設立
- 1976年（昭和51年）11月 - モリト株式会社に商号変更
- 1989年（平成元年）7月14日 - 大阪証券取引所市場第二部に上場[1][13]
- 2013年（平成25年）7月16日 - 市場統合により東京証券取引所市場第二部へ移行[14]
- 2014年（平成26年）10月 - GSG FASTENERS, LLCの経営権を取得（現MORITO SCOVILL AMERICAS, LLC）[15][16]
- 2016年（平成28年）12月26日 - 東京証券取引所市場第一部に上場[17]
- 2019年（令和元年）6月1日 - 持株会社体制に移行。会社分割により事業をモリトジャパン株式会社に継承。モリト株式会社は純粋持株会社となる[18]。